# Severin Koster
Severin Koster (* 31. Dezember 1942 in Auw an der Kyll) ist ein deutscher Altphilologe.

## Leben
Er studierte Klassische Philologie in Saarbrücken und wurde im Februar 1969 mit der Dissertation Antike Epostheorien promoviert. Nach einem Wechsel an die Universität Trier habilitierte er sich dort 1976 mit der Schrift Die Invektive in der griechischen und römischen Literatur für Klassische Philologie. Danach war er als Privatdozent tätig, bis er 1979 einen Ruf als ordentlicher Professor auf einen Lehrstuhl seines Faches an der Universität Erlangen-Nürnberg annahm. Seit März 2008 ist er im Ruhestand.

## Schriften (Auswahl)
- Antike Epostheorien. Saarbrücken 1969 (Dissertation vom 11. Februar 1969)
- Antike Epostheorien. F. Steiner, Wiesbaden 1970
- Die Invektive in der griechischen und römischen Literatur. Hain, Meisenheim am Glan 1980, ISBN 3-445-11853-1 (zugl. Habilitations-Schrift, Trier 1976)
- Über den Zufall: fünf Vorträge. Univ.-Bibliothek, Erlangen 1996, ISBN 3-930357-09-7 (Hrsg. Henning Kössler)
- (Hrsg.): Horaz-Studien. Univ.-Bibliothek, Erlangen 1994, ISBN 3-930357-02-X
- Ille ego qui: Dichter zwischen Wort und Macht. Univ.-Bibliothek, Erlangen 1988, ISBN 3-922135-53-6